# Дебела Тетяна Володимирівна
Тетя́на Володи́мирівна Дебе́ла (Фарафанова) (* 1970) — українська легкоатлетка-бігунка з бар'єрами, майстер спорту СРСР, майстер спорту України міжнародного класу.

## Життєпис
Народилася 1970 року в місті Павлоград. Батьки не хотіли, щоб вона займалася спортом — умовила сусідку-подружку піти записатися у секцію легкої атлетики при міській ДЮСШ. Тренувалася у Наталії Іванівни Андрєєвої. У дев'ятому класі здобула звання майстра спорту СРСР (1985) — на юніорському чемпіонаті СРСР у Полтаві. Закінчила павлоградську СШ № 17, Київський державний інститут фізкультури та спорту. Під час студентських років познайомилася з майбутнім чоловіком — Андрієм Дебелим — на той час вже був майстром спорту міжнародного класу серед юніорів з метання молоту.
Призерка чемпіонатів СРСР. 1995 року у подружжя народився син Павлик. Вже через півроку після пологів почала посилено тренуватися, щоб відновитися.
Повернення у великий спорт відбулося за два роки.
На Чемпіонаті України з легкої атлетики - 1996 здобула бронзу — 400 метрів з бар'єрами.
Чемпіонка України-1997 й -1998 — 400 метрів з бар'єрами.
У 1997 році на матчевій зустрічі Україна — Італія — Росія в італійському місті Гроссето Тетяна у призерах та виконує норматив майстра спорту міжнародного класу.
Учасниця Літніх Олімпійських ігор 2000 року.
Чемпіонка України-2001 — 4/400 метрів — вона та Тетяна Мовчан, Тетяна Воровченко й Тетяна Петлюк.
Бронзова призерка Чемпіонату України-2002 — 4/400 метрів — вона та Тетяна Мовчан, Наталія Пигида й Тетяна Петлюк.
Крапку на великому спорті було поставлено після виступу на чемпіонаті України 2004 року.
2005 року під колесами автомобіля гине син Павлик. Тетяні довелося навіть працювати діловодом в Управлінні житлово-комунального господарства. Згодом у подружжя народилася донечка.